# Ducula bakeri
Il piccione imperiale di Baker (Ducula bakeri Kinnear, 1928) è un uccello della famiglia dei Columbidi diffuso nelle isole Banks (Vanuatu settentrionali).